# La Crucifixion (Le Tintoret)
Pour les articles homonymes, voir Crucifixion (homonymie).
La Crucifixion est un tableau du peintre italien Le Tintoret, réalisé en 1565. Cette huile sur toile de très grand format est une peinture chrétienne représentant le moment de l'érection des trois croix sur le Golgotha, lors de la Crucifixion de Jésus-Christ. Commandée par une confrérie vénitienne, l'œuvre est conservée à la Scuola Grande de San Rocco.

## Œuvre présentée
Le Tintoret a consacré vingt-cinq ans de sa vie à la réalisation du décor de la Scuola Grande de San Rocco, à Venise ː cinquante-cinq tableaux aux espaces vertigineux. L'œuvre dominée par le Christ en croix, en est l'un des plus beaux fleurons.
Peinte entre 1565 et 1567, en seulement deux ans, cette Crucifixion, témoigne de la rapidité d'exécution et de la virtuosité du maître. Sa « fureur » (il Furioso) est flagrante dans la complexité visuelle et l'intensité émotionnelle de cette œuvre.
Sous un ciel de fin de monde, dans un tumulte frénétique, s'affairent une miltitude de personnages - soixante-dix -, dans une narration dramatique, manifestent chacun sa contribution propre à la consommation du drame qu'est la mise à mort de Jésus. Le Christ en croix, tout en haut et au centre de l'œuvre, en est le point focal. Vers lui converge, de lui tout irradie.
Le Tintoret le donne à voir di sotto in sù (de dessous vers le haut), en contre-plongée dans une perspective vertigineuse de plus de cinq mètres. Le contemplatif de cette œuvre est ainsi mis dans la position des soldats qui ont levé les yeux vers celui qu'ils ont transpercé (cf. Jn 19, 37).

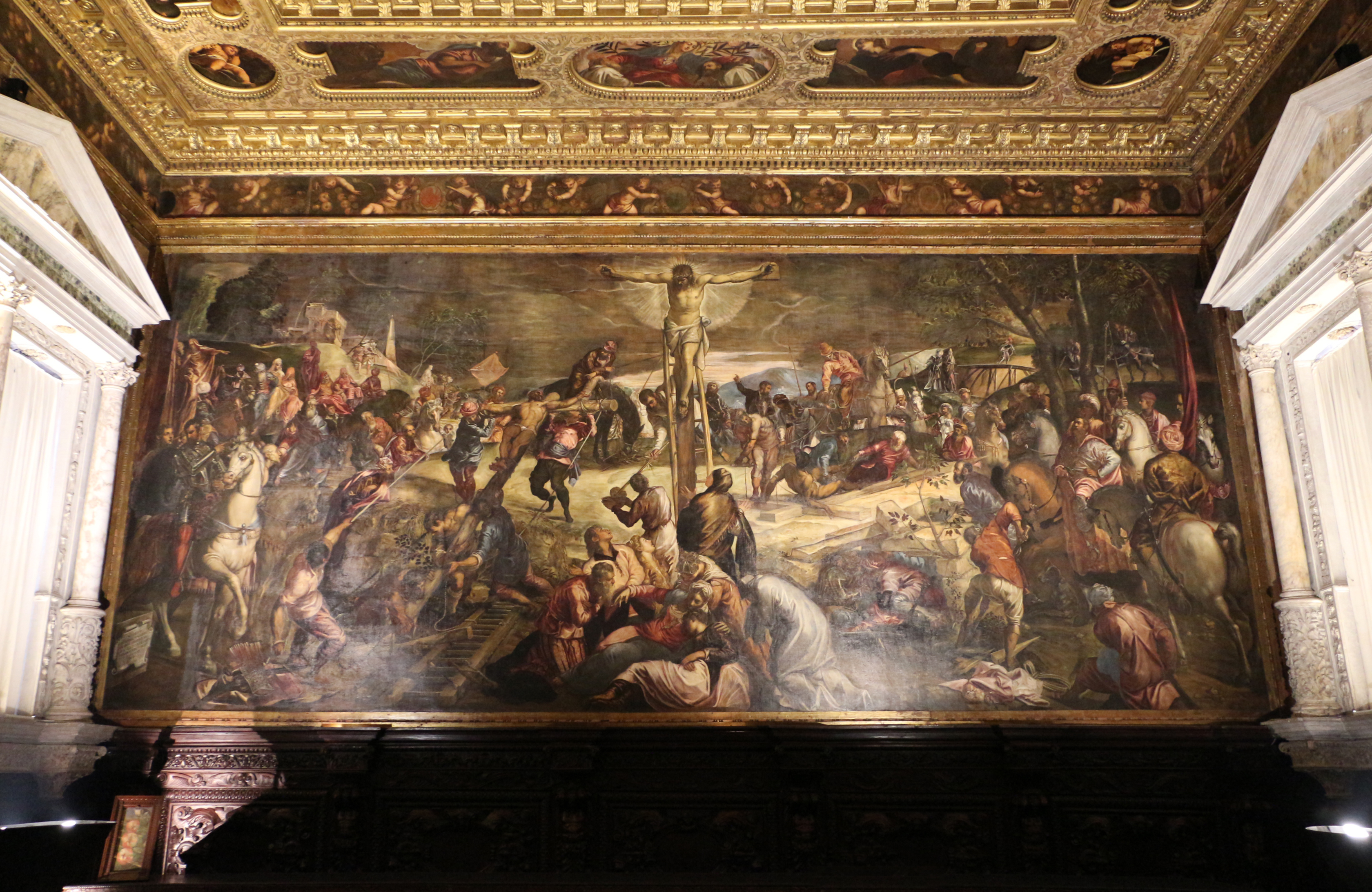
Jacopo Tintoretto, Crocifissione, 1565.

### Référence
1. ↑  VENEZIA - Scuola Grande di San Rocco (vidéo).
2. ↑  Couverture (détail), Magnificat, Hors-série n° 93, avril 2025.
3. ↑  Extrait, Pierre-Marie Varenne, Magnificat, Hors-série n° 93, p.239-240.